# Desa Pulutan (administrativ by i Indonesien, Jawa Tengah, lat -7,82, long 109,98)
Desa Pulutan är en administrativ by i Indonesien.   Den ligger i provinsen Jawa Tengah, i den västra delen av landet, 400 km sydost om huvudstaden Jakarta.